# Tuften

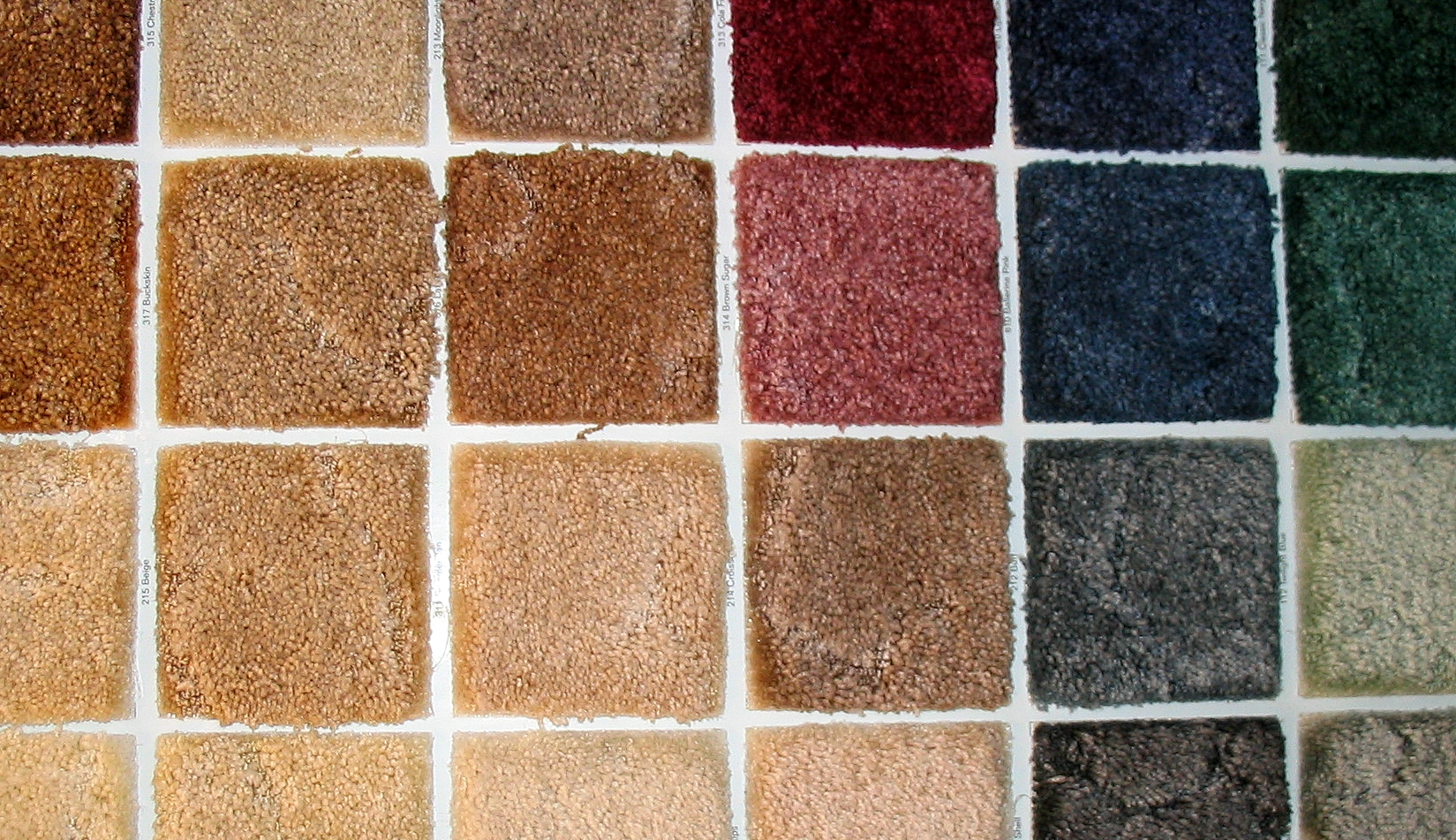
Monsters met gesneden pool

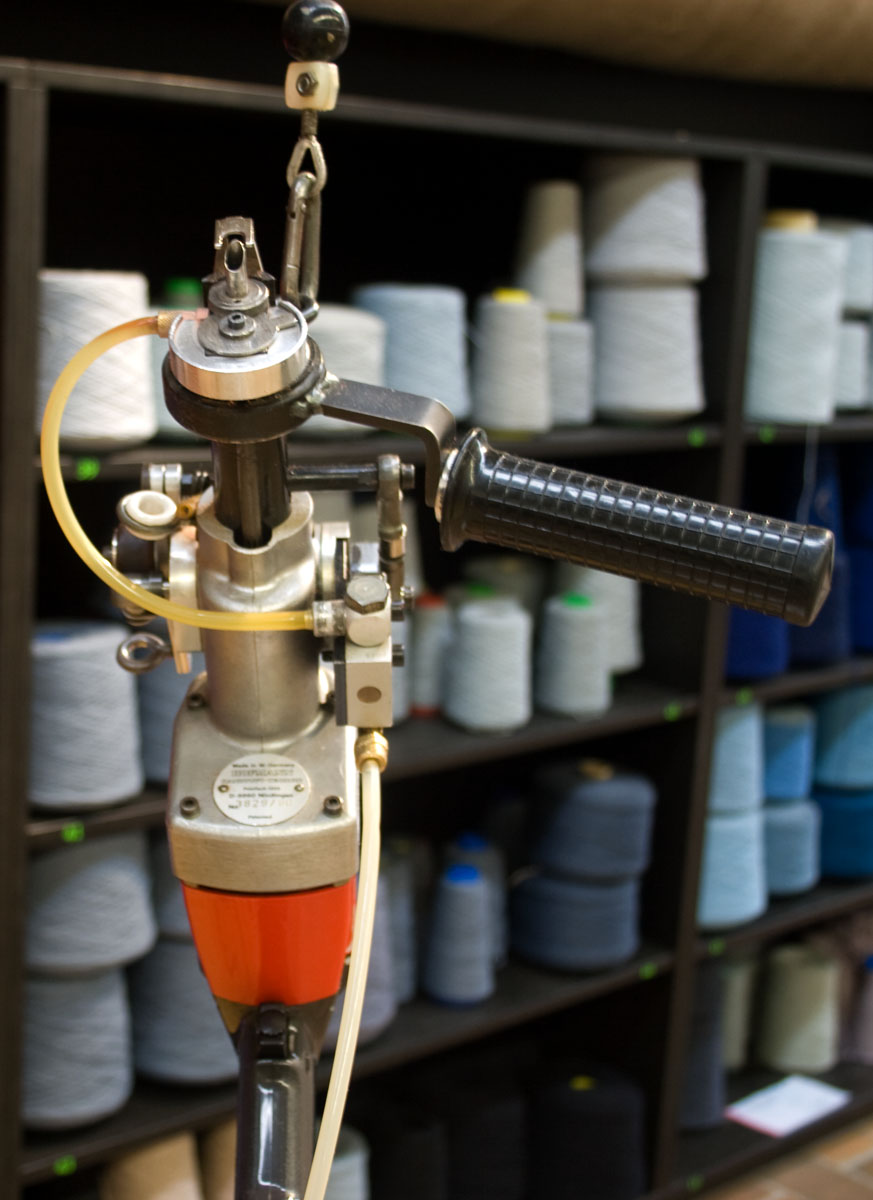
Handtuftgereedschap waarmee gewerkt wordt in het TextielMuseum in Tilburg.

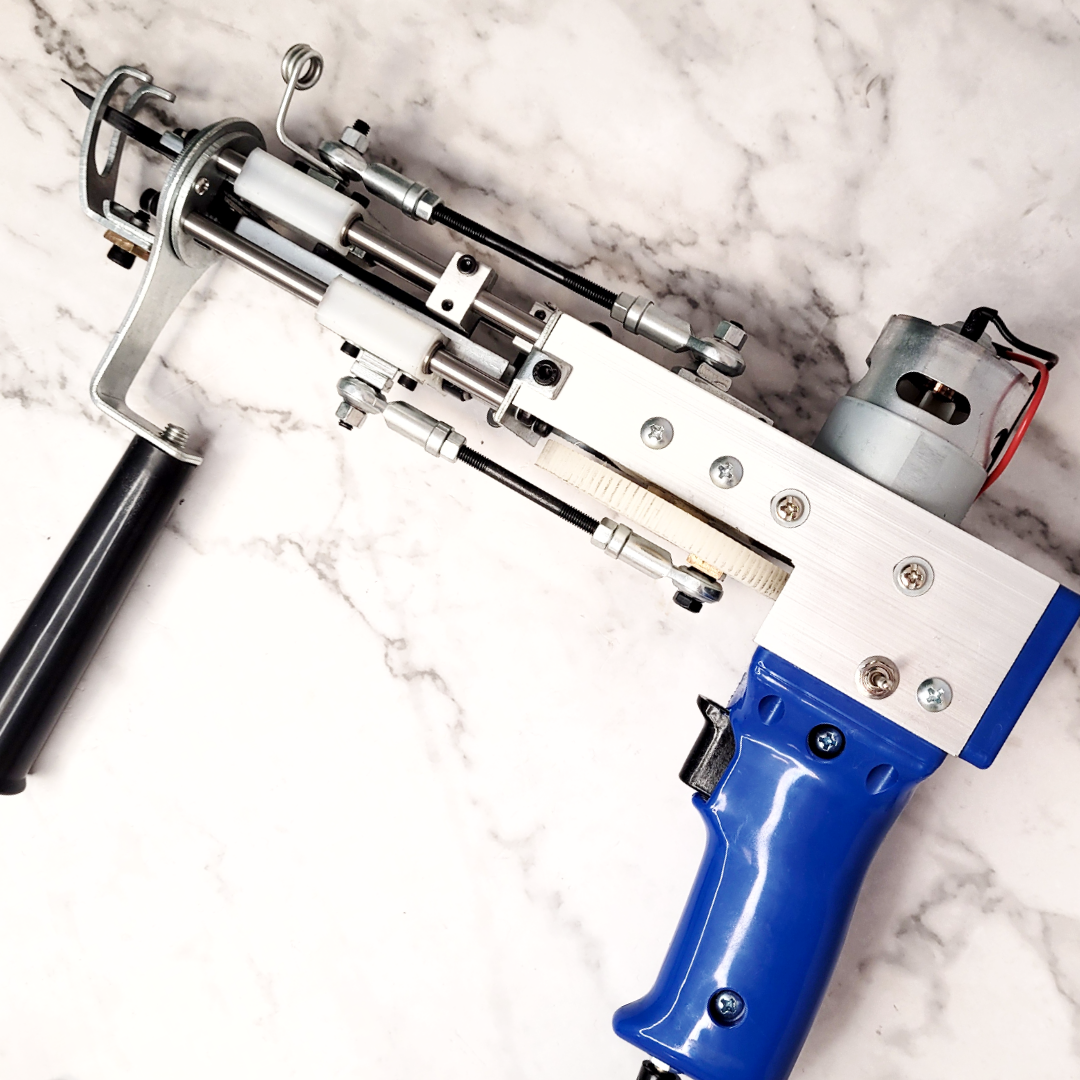
Een elektrisch tuftpistool

Tuften is een methode om hoogpolig textiel, zoals fluweel, velours, pluche en hoogpolig tapijt, te vervaardigen. De techniek is ontstaan in de jaren 1950 in de Verenigde Staten. Tuften kan zowel automatisch als handmatig (met handtuftgereedschap).
De voornaamste toepassingen van machinaal getuft materiaal zijn: kamerbrede vloerbedekking, vloerkleedjes, badkamermatten, vloerbedekking in auto's, kunstgras en velours. Ook kun je met een handtuftgereedschap vloerkleden en wandtapijten tuften. Hierbij heb je meer mogelijkheden qua aantal kleuren, patroon en vorm. Handtuften is een ambacht en arbeidsintensief.
Het principe van het tuften lijkt op dat van een naaimachine. Een ingestelde lengte aan poolgaren wordt met een naald door een ondergrond (weefsel of vlies) geprikt. Deze ondergrond of rug wordt primary backing genoemd. In tegenstelling tot het naaiprincipe wordt de pool niet met een extra garen vastgezet maar door een grijper tijdelijk vastgehouden. De naald gaat daarna terug en de pool wordt losgelaten. De ondergrond schuift op en er wordt een nieuwe lus gevormd. Op deze manier ontstaat vloerbedekking met een lussenpool. Deze lus kan tijdens het tuften doorgesneden worden. Er ontstaat dan een vloerbedekking met gesneden pool ook wel velourstapijt genoemd. Om de pool vast te zetten wordt een tweede rug (secondary backing) met latex onder het getufte materiaal aangebracht. Uit kostenoverwegingen wordt ook wel alleen een latexlaag gebruikt.
In de vloerbedekking kunnen met garens in diverse kleuren patronen getuft worden. Ook is het mogelijk met verschillende poolhoogtes te werken of gesneden en niet gesneden delen af te wisselen. Ook bij de nabewerking kan door middel van het scheren van de pool een patroon aangebracht worden.
Regionale centra van de tuftindustrie in de Lage Landen zijn Genemuiden, Ronse (Associated Weavers) en Wielsbeke (Beaulieu International Group).